# Dr. Cyclops
Dr. Cyclops (bra: O Delírio de um Sábio) é um filme estadunidense de 1940, dos gêneros ficção científica, terror e aventura, dirigido por Ernest B. Schoedsack e estrelado por Albert Dekker. 
O filme é ambientado na Amazônia peruana, com uma atuação sinistra de Dekker como o cientista louco que se dedica a reduzir o tamanho de suas vítimas. O tema seria tratado de forma mais eficaz 17 anos depois, em The Incredible Shrinking Man.
O grande destaque do filme são os efeitos especiais, que mereceram da Academia uma indicação ao Oscar.

## Sinopse
Três cientistas, o mineralogista Bill Stockton e os biólogos Mary Robinson e Rupert Bulfinch, acompanhados pelo minerador Steve Baker, chegam ao laboratório do famoso biólogo, doutor Alexander Thorkel, nos confins da selvas peruanas. O doutor os chamara porque, com problemas de visão, não conseguia mais fazer uso do microscópio.
Depois de receber ajuda dos visitantes, o doutor Thorkel pede-lhes que partam imediatamente, porém eles, ao se depararem com um depósito de urânio, recusam-se a fazê-lo, até que conheçam a verdadeira natureza de suas pesquisas. Quando descobrem que o doutor desvendou o segredo da estrutura molecular e pode encolher tecidos vivos, este os prende e os reduz a 35 centímetros de altura. Depois de fugirem, eles se vêem às voltas com uma natureza hostil, onde vegetação, insetos e animais são gigantescos e qualquer fio d'água é um oceano. Além disso, o doutor está longe de ter sido derrotado.

## Elenco
| Ator/Atriz      | Personagem          |
| --------------- | ------------------- |
| Albert Dekker   | Dr. Alexander Tokel |
| Thomas Coley    | Dr. Bill Stockton   |
| Janice Logan    | Dra. Mary Robinson  |
| Charfles Halton | Dr. Rupert Bulfinch |
| Victor Kilian   | Steve Baker         |
| Frank Yaconelli | Pedro               |
| Paul Fix        | Dr. Mendoza         |
| Frank Reicher   | Professor Kendall   |

## Prêmios e indicações
| Prêmio | Indicação                  |
| ------ | -------------------------- |
| Oscar  | Melhores efeitos especiais |